# Kaat Mendonck
Kaat Mendonck (Beveren, 1976) is een voormalige radiopresentatrice voor Urgent, Studio Brussel en Radio 2. Van 2017 tot 2024 was ze regioverantwoordelijke van Radio 2 Limburg. Daarna stapte ze over naar VRT-televisie.

## Opleiding
Kaat Mendonck volgde de opleiding Politieke en Sociale Wetenschappen. Ze studeerde een half jaar in het Verenigd Koninkrijk.

## Carrière
Mendonck begon haar carrière op de regionale televisiezenders Kanaal 3 en AVS. Later was ze reporter bij de financiële zender Kanaal Z. In 2004 begon ze voor Studio Brussel als nieuwslezeres te werken. Tussen 2005 en 2007 werkte ze als redactrice voor het programma Mekka en was ze de presentatrice van Lazy Sunday, een programma met rustige muziek. 
Daarnaast werkte Kaat voor het productiehuis Kanakna. In 2005 was ze de presentatrice van het Kortfilm Festival en verzorgde ze de dubbing voor de film Een Ander Zijn Geluk.
In het najaar van 2007 maakte Mendonck de overstap van Studio Brussel naar Radio 2. Ze nam er het programma De Grote Beer over van Albrecht Wauters. Vanaf begin 2008 werd Kaat presentatrice van het ochtendprogramma Ochtendpost bij Radio 2 Limburg en is (eind)redactrice nieuws en reporter. Van juni 2017 tot januari 2024 was ze regioverantwoordelijke van Radio 2 in Limburg. Sinds januari 2024 werkt ze voor televisie op de VRT.
Kaat is in haar vrije tijd zytholoog en kaasmeester. Samen met haar vriend vormt ze het dj-duo Chick on Hippo.
Huidig (anno 2022):
Luc Appermont · Cara Cobbaert · Anja Daems · Sandra Deakin · Karolien Debecker · Kim Debrie · Peter De Groot · Lars De Groote · Guy De Pré · Chris Dusauchoit · Dirk Ghijs · Peter Hermans · Wouter Landuyt · Filip Ledaine · Daan Masset · Caren Meynen · Sven Pichal · Marc Pinte · Harald Scheerlinck · Siska Schoeters · Benjamien Schollaert · Showbizz Bart · Sharon Slegers · Jo Van Damme · Niels Vandeloo · Sonny Vanderheyden · Cathérine Vandoorne · Christel Van Dyck · Ruben Van Gucht · Iris Van Hoof · Vanessa Vanhove · Britt Van Marsenille · David Van Ooteghem · Peter Verhulst · Dirk Vlaeyen · Pascal Vranckx · Albrecht Wauters
Voormalig:
Luk Alloo · Johan Anthierens · Nand Baert · Erik Baeyens · Wim Bary · Jos Baudewijn · Flor Berckenbosch · Marcel Beerten · Wilfried Bertels · Marc Brillouet · Els Broeckmans · Fred Brouwers · Edwin Brys · Ro Burms · Walter Capiau · Annemie Coppieters · Harry Creemers · Karel Daerden · Christoff · Conny De Boos · Hein Decaluwé · Jessie De Caluwe · Jo met de Banjo · Gust De Coster · Martin De Jonghe · Paula De Meulder · Els De Vuyst · Frank Dingenen · Michel Follet · Jacky Geerts · Jos Ghysen · Margriet Hermans · Irene Houben · Michel Ilsen · Rita Jaenen · Chris Jonckers · Tante Kaat · Luk de Laat · Jo Leemans · Leki · Kathy Lindekens · Kris Luyten · Micha Marah · Betty Mellaerts · Kaat Mendonck · Freek Neirynck · Line Ooms · Sven Ornelis · Katrien Palmers · Gerard Pollet · Julien Put · Hugo Raspoet · Niko Reynaert · Luk Saffloer · Karel Segers · Lennart Segers · Lutgart Simoens · Rudi Sinia · Dirk Somers · Dré Steemans · Jan Theys · Gene Thomas · Wiet Van Broeckhoven · Marc Van den Hoof · Dieter Vandepitte · Karin Van den Berghe · Thomas Van der Spiegel · Kurt Van Eeghem · Wim Van Gansbeke · Els Van Herzeele · Ilse Van Hoecke · Bert Van Molle · Jan Van Rompaey · Paula Van Wilder · Louis Verbeeck · Karel Vereertbruggen · Herwig Verhovert · Luc Verschueren · Johan Verstreken · Tom Vossen · Eddy Wally · Niels William · Edwin Ysebaert · Zaki